# Pycnonotus erythropthalmos
El bulbul de anteojos (Pycnonotus erythropthalmos) es una especie de ave paseriforme de la familia Pycnonotidae. Es propio del Sureste Asiático, encontrándose en la península Malaya, Borneo, Sumatra e islas adyacentes.

## Subespecies
Se reconocen las siguientes subespecies:
- Pycnonotus erythropthalmos erythropthalmos
- Pycnonotus erythropthalmos salvadorii